# マキシミリアーノ・リケーゼ
マキシミリアーノ・リケーゼ（Maximiliano Richeze、1983年3月7日 - ）は、アルゼンチン、トゥクマン州出身の自転車競技（ロードレース）選手。同じくロード選手のマウロ・アベル・リケーゼとは兄弟。

## 経歴
2006年、プロに転向。ツール・ド・ランカウイでプロ初勝利を挙げる。
2007年のジロ・デ・イタリアではアレサンドロ・ペタッキのドーピング検査による降格により、記録上は2勝となる。
2011年、ダンジェロ＆アンテヌッチ・NIPPOに移籍。ツール・ド・北海道など、日本のレースを含む幾多のレースで多くの勝利を挙げる。
2013年、ランプレ・メリダに移籍。
2016年、エティックス・クイックステップに移籍。ツール・ド・スイス第4ステージにて、2007年以来のワールドツアーでの勝利を挙げる。
2020年、UAE チーム・エミレーツに移籍。

## 主な戦績

### 2006年
- ツール・ド・ランカウイ　区間優勝（第1ステージ）

### 2007年
- ツール・ド・ランカウイ　区間優勝（第2ステージ）
- ジロ・デル・トレンティーノ　区間優勝（第4ステージ）
- ジロ・デ・イタリア　区間優勝（第18,21ステージ）
- ツール・ド・ルクセンブルク　区間優勝（第1ステージ）

### 2008年
- ツール・ド・サンルイス　区間優勝（第2ステージ）
- シルキュイ・シクリスト・サルト　区間優勝（第5ステージ）
- ツアー・オブ・ターキー　区間優勝（第6,7ステージ）

### 2011年
- ツール・ド・熊野　区間優勝（プロローグ・個人タイムトライアル）
- ツール・ド・スロバキー　区間優勝（第1,6,7ステージ）

### 2012年
- パンアメリカン競技大会　優勝（ロードレース）
- ツアー・オブ・ジャパン　区間優勝（第2ステージ）
- ツール・ド・熊野　ポイント賞（第1ステージ優勝）
- ツール・ド・セルビー　ポイント賞（第1,5,6ステージ優勝）
- ブエルタ・ア・ベネズエラ　ポイント賞（第1,7,8,10ステージ優勝）
- ツール・ド・北海道　総合優勝、ポイント賞（第2,3ステージ優勝）

### 2016年
- ツール・ド・サンルイス　区間優勝（第1ステージ・チームタイムトライアル）
- ツール・ド・スイス　ポイント賞（第4ステージ優勝）

### 2017年
- ブエルタ・ア・サンフアン　区間優勝（第6,7ステージ）

### 2018年
- ブエルタ・ア・サンフアン　区間優勝（第4ステージ）
- ツアー・オブ・ターキー　区間優勝（第1ステージ）

### 2019年
- アルゼンチン選手権　優勝（個人ロードレース）
- パンアメリカン競技大会 個人ロードレース 優勝